# Thamnogalla crombiei
Thamnogalla crombiei är en svampart som först beskrevs av Mudd, och fick sitt nu gällande namn av David Leslie Hawksworth 1980. Thamnogalla crombiei ingår i släktet Thamnogalla, divisionen sporsäcksvampar och riket svampar.  Arten är reproducerande i Sverige. Inga underarter finns listade i Catalogue of Life.